# Лабуть, Игорь
И́горь Ла́буть (латыш. Igors Labuts; 7 июня 1990, Даугавпилс) — латвийский футболист, вратарь.

## Биография
Являясь воспитанником Даугавпилской детско-юношеской спортивной школы № 1 и спортивного клуба «Диттон», в возрасте 16 лет Игорь Лабуть был приглашён резекненскую «Блазму». В «Блазме» Игорь сперва был третьим, а позднее вторым вратарём клуба. Выступал за дубль во Второй лиге Латвии, а в основной команде Игорь Лабуть дебютировал 8 ноября 2008 года в матче с вентспилской «Виндавой» (2:2).
Летом 2009 года Игорь Лабуть отправился в Ирландию, где доиграл сезон в дублинском «Спортинг Фингал». Но, так как Игорь играл в «Спортинг Фингал» без контракта, а «Блазма» запросила слишком большую сумму для перехода, то зимой он вернулся в Резекне, где на сборах попытался стать основным вратарём «Блазмы».
Перед началом сезона 2010 года Игорь Лабуть всё-таки покинул «Блазму» и присоединился к «Гулбене 2005».